# Filofrósine (satélite)
Filofrósine es un satélite irregular retrógrado de Júpiter. Descubierto por un grupo de astrónomos de la Universidad de Hawái dirigido por Scott S. Sheppard en 2003.
Filofrósine tiene sobre 2 kilómetros de diámetro, y orbita a Júpiter a una distancia media de 22,721 millones de km en 699,676 días terrestres, con una inclinación de 142° con respecto a la eclíptica (142° del ecuador de Júpiter), en un sentido retrógrado y con una excentricidad orbital de 0,0932.
Pertenece al grupo de Ananké, satélites retrógrados irregulares en órbita alrededor de Júpiter entre 19,3 y 22,7 millones de km, con inclinaciones de unos 150°.

## Nombre
La luna fue nombrada en 2019 en honor a Filofrósine (Φιλοφροσύνη), el antiguo espíritu griego de la acogida, la amabilidad y la bondad, hija de Hefesto y Aglaya y nieta de Zeus. El nombre se originó en un concurso de nombres celebrado en Twitter donde es sugerido por usuarios como CHW3M Myth Experts (@Chw3mmyths) que es una clase de historia de undécimo grado que estudia la filosofía griega y romana a partir de 2019, Victoria (@CharmedScribe), y Lunartic (@iamalunartic) que al mismo tiempo ha ayudado a nombrar otra luna joviana Eufeme.